# Lamowice Stare

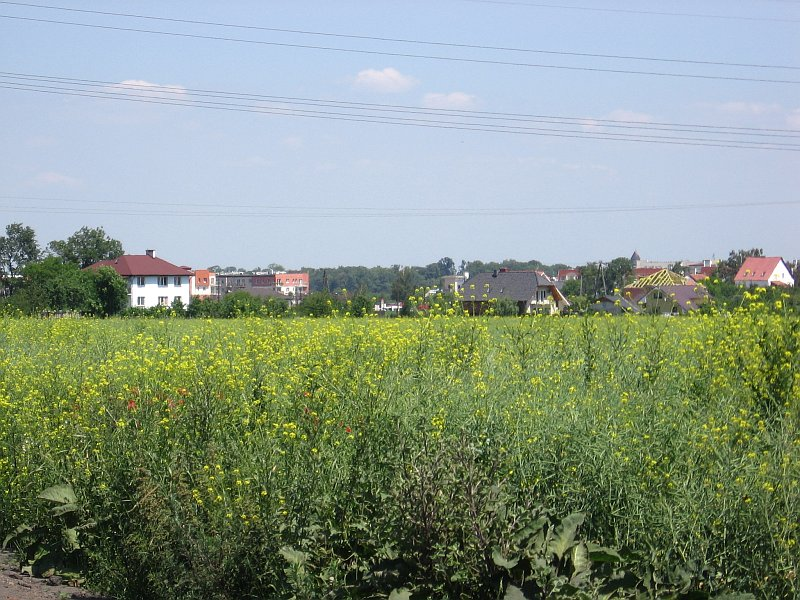
zabudowania Lamowic Starych, widok od granicy miasta w kierunku północno-zachodnim

Lamowice Stare (niem. Lamsfeld, Lambsfeld - Jagodno) – peryferyjne osiedle przy południowej granicy Wrocławia, na wschód od Ołtaszyna, na południe od Wojszyc, na południowy zachód od Jagodna. Na południe i południowy zachód od Lamowic Starych znajdują się wsie Żerniki Wrocławskie, Iwiny i Radomierzyce.
Wieś Barinichi znajdującą się w tym miejscu w średniowieczu wzmiankowano w roku 1245. Późniejsze zapiski z 1330 potwierdzają istnienie tu jednego folwarku rycerskiego i jednego książęcego. Pod niem. nazwą Lamsfeld lub Lambsfeld, w późniejszym okresie wzmiankuje się tu (1795) dwór, folwark, komorę celną, karczmę. W połowie XIX wieś liczyła 115 mieszkańców. Po II wojnie światowej osadzie Lamsfeld nadano, wspólną z kolonią z początków XX wieku Lamsfeld Siedlung, nazwę "Jagodno". Mieszkańcy zabudowań przyfolwarcznych wymogli jednak na władzach zmianę nazwy na nawiązującą do przedwojennej, a nazwę Jagodno pozostawiono w odniesieniu tylko do tej kolonii. 
W roku 1951 Lamowice Stare przyłączono do Wrocławia. Pomimo to Lamowice Stare pozostają wciąż (2006) osadą wiejską, jedyna droga łącząca ją (poprzez ulicę Buforową) z miastem, ul. Sarnia, jest drogą asfaltową od 2016 roku

## Komunikacja miejska
Do Lamowic można dojechać autobusami linii:

110 (Galeria Dominikańska – Iwiny Rondo/Iwiny Pętla),

133 (Iwiny – Auchan; kursy w dni nauki szkolnej),

145 (Iwiny Rondo - Sępolno)

800 (Siechnice-osiedle – Galeria Dominikańska),
255 (Iwiny – Sępolno) (linia nocna)